# Malttjärnen
Malttjärnen är en sjö i Vindelns kommun i Västerbotten och ingår i Umeälvens huvudavrinningsområde. Sjön har en area på 0,065 kvadratkilometer och ligger 217,9 meter över havet.

## Delavrinningsområde
Malttjärnen ingår i det delavrinningsområde (716779-166422) som SMHI kallar för Ovan Sörlandsbäcken. Medelhöjden är 229 meter över havet och ytan är 9,32 kvadratkilometer. Räknas de 11 avrinningsområdena uppströms in blir den ackumulerade arean 86,8 kvadratkilometer. Maltan som avvattnar avrinningsområdet har biflödesordning 3, vilket innebär att vattnet flödar genom totalt 3 vattendrag innan det når havet efter 142 kilometer. Avrinningsområdet består mestadels av skog (47 procent) och sankmarker (45 procent). Avrinningsområdet har 0,07 kvadratkilometer vattenytor vilket ger det en sjöprocent på 0,7 procent.